# Mariottide
Mariottide è una serie televisiva italiana diretta e ideata da Marcello Macchia, alias Maccio Capatonda. La serie è stata resa disponibile in streaming on demand su Infinity TV il 26 ottobre 2016. I primi due episodi sono stati mandati in onda su Italia 1 in seconda serata il 26 ottobre 2016.
Il protagonista della sitcom è Mariottide, che Maccio Capatonda fece esordire sul piccolo schermo nel 2007, quando era nel cast di Mai dire lunedì.
È la seconda serie dedicata al personaggio dopo la webserie Casa Mariottide: la sit-com più triste del mondo del 2011.

## Trama
Mariottide è un pessimo cantautore fallito caratterizzato da un'improbabile sfortuna. Vive in condizioni di estrema povertà insieme a Fernandello, suo figlio adottivo trentacinquenne con evidenti problemi psicologici che sogna di divenire uno scienziato. In ogni episodio, Mariottide cerca, attraverso lo svolgimento di lavori assurdi e talvolta illegali mediante i quali viene spesso umiliato o truffato, di racimolare un po' di denaro, per impedire che suo figlio si renda conto della situazione economica agghiacciante in cui versano; per quest'ultima ragione, Mariottide si trova spesso a inventare improbabili bugie per rassicurare il figlio. Tra i personaggi che ruotano nell'ambiente di vita del protagonista vi sono Crusca, un amico ricco di Fernandello che ostenta beni di lusso e, in qualche modo, svela sempre a quest'ultimo le bugie di Mariottide; Lele Mosina, l'"agente" di Mariottide che lo raggira costantemente, e il barista Rambaldi, che elargisce al protagonista dei consigli dalla moralità discutibile. Ogni episodio si conclude con Fernandello che si appresta a dormire mentre Mariottide gli racconta una favoletta macabra e cinica, per poi chiudere definitivamente la puntata dicendo ogni volta "E domani è un altro giorno... di merda".

## Episodi
| Stagione       | Episodi | Pubblicazione |
| -------------- | ------- | ------------- |
| Prima stagione | 20      | 2016          |

## Ospiti
Numerosi sono i personaggi del mondo dello spettacolo che hanno preso parte alla sitcom in qualità di ospiti; tra questi Francesco Mandelli, Ale e Franz, Giuliano Sangiorgi, Jake La Furia, Bebo Storti, Pierluigi Pardo, Federico Russo, Tony Sperandeo, Raul Cremona, Daniele Battaglia e altri.